# Indoktrinace

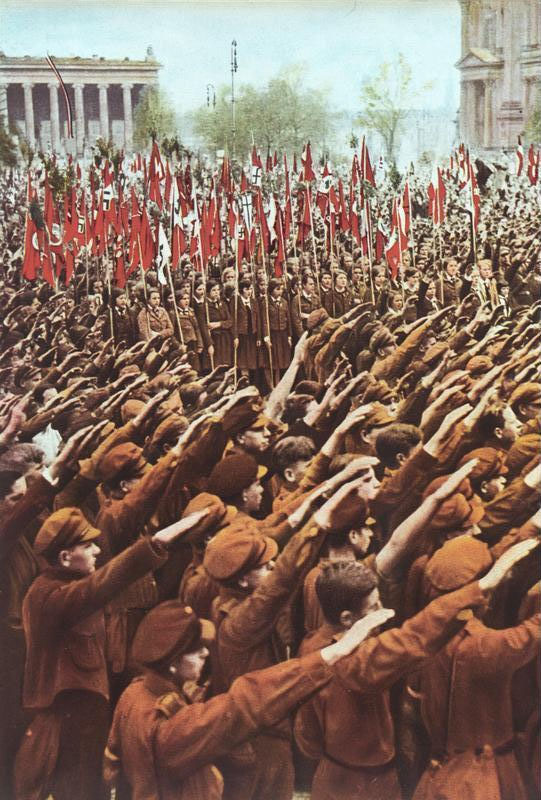
Členové Hitlerjugend zdraví nacistickým pozdravem na shromáždění v Lustgarten v Berlíně, 1933

Indoktrinace (z lat. doctrina, nauka) znamená úsilí zaměřené k slepému a odevzdanému přijetí určité doktríny, názorů či postojů, které nepřipouští diskusi ani kritiku. Někdy je provázeno nátlakem nebo hrozbami.

## Význam
Vzhledem k sociální povaze člověka jako tvora, je určitá míra indoktrinace přirozená ve vztahu rodiče a dítěte, kdy skrz ni dochází k učení a předávání hodnot a tvořící základní předpoklad vytvoření stabilní společnosti. Hranice mezi učením a indoktrinací je většinou určená tím, že po indoktrinaci se u dané osoby očekává, že nebude pochybovat, či kriticky přemýšlet nad danou doktrínou. Na rozdíl od nezbytně autoritativního předávání například mateřského jazyka nebo pravidel chování dětem v průběhu jejich socializace je indoktrinace pejorativní označení pro podobně autoritativní či manipulativní ovlivňování dospělých, často v zájmu nějaké mocné skupiny.
Zjevná indoktrinace pod nátlakem je typická pro totalitní ideologie a režimy. Přímou ukázkou indoktrinační praktiky může být státní využívání škol, jako média pro propagandu, k čemuž inklinují převážně právě autoritářské režimy. Indoktrinace však může mít i méně nápadné podoby společenského nebo mediálního tlaku, propagandy či reklamy.
Může využívat jednostranných informací nebo i podvědomých psychologických mechanismů, aby tak obešla vědomou kritiku ze strany indoktrinovaných. Mocným prostředkem indoktrinace je také působení davu, například při masových manifestacích a podobně. Indoktrinaci jako fenomén můžeme pozorovat v mnohých oblastech společnosti. Dvě důležité oblasti jsou politika – příkladem mohou být autoritářské režimy dvacátého století v Německu, Sovětském svazu, či Číně – nebo náboženství, obzvláště v ortodoxnějších náboženských frakcích, či v sektách.
Indoktrinace, jako metoda pro kontrolu společnosti, je součástí modelu propagandy vytvořeném Edwardem S. Hermanem a Noamem Chomskym, ten se z pohledu politické ekonomie snaží o vysvětlení způsobů manipulace s lidmi přes propagandistické metody v médiích.

## Průběh a podstata indoktrinace
Indoktrinace se silně opírá o normu lidského chování, která byla zpočátku výhodná pro zachování druhu, ale v masové společnosti moderní civilizace může být obzvlášť nebezpečná, tedy o pocit kolektivního agresivního nadšení. Tento pocit byl pro naše předky velice užitečný při obraně své sociální skupiny a často ho doprovázely fyziologické jevy, např. šimrání pokožky, napjaté držení těla atd. Podobně jako u jiných instinktivních způsobů chování je kolektivní agresivní nadšení spouštěno úzce definovanými podněty.
Demagogové skrze historii působili právě na tyto podněty, na které jsme naprogramováni reagovat. Jedním z takových podnětů jsou situace, které vyžadují bojový zásah ve prospěch určité sociální jednotky, např. rodina, národ, sportovní klub nebo i něco abstraktního, například nějaké přesvědčení, morální hodnoty nebo názor. Podobně jako u jiných emocí není tato euforie brzděna uvědoměním, že daný objekt není hoden tak intenzivní obrany.
Dalším podnětem, který může dobře posloužit při vyvolávání kolektivního agresivního nadšení, je ohrožení hodnot, které je třeba obhajovat. Často se tak činí prostřednictvím určitého nepřítele, který je vyobrazen jako hrozba pro dané hodnoty. Tento nepřítel může být i vymyšlený nebo abstraktní. Jako příklad si můžeme uvést světový kapitalismus, imperialismus, komunismus atd.
Nebezpečnost tohoto stavu spočívá v tom, že se danému jedinci zdají všechny ostatní hodnoty nicotné a té jedné je bezmezně odevzdán. Své síly tak ztrácejí především instinktivní zábrany škodit svým bližním a zabíjet je. Součástí tohoto prožitku je i posun rozumových úvah do pozadí. Demagogové jsou si této skutečnosti dobře vědomi a počítají s ní při svých propagandistických postupech. Například Hitler znal všechny strategie moderní masové psychologie, které zneužil ve svůj prospěch.
Lidé nejvěrněji slouží ideálům, které si osvojili v mládí. Na základě tohoto poznatku demagogové uměle vytvářeli klíčové podněty, které by je uvedly v chod. Pozoruhodné je, že se při procesu indoktrinace demagogové opírají o dokonalý a zcela obšťastňující pocit osobní svobody u indoktrinovaného jedince. Plně indoktrinovaný člověk si není vědom ztráty svého svobodného myšlení a dá se s ním tedy jednoduše manipulovat.
Zajímavá je i skutečnost, že sociálně nejlépe způsobilí a dobrosrdeční lidé jsou často náchylní k indoktrinaci, především kvůli jejich skutečné ctnosti a věrnosti.

## Indoktrinace v historii

### Indoktrinace v komunistickém Československu
Indoktrinace se stala po únorovém převratu důležitým tématem ve stranických organizacích. Přibývající počet straníků bylo potřeba zasvětit do Marxismu-Leninismu. Aby se mohlo přikročit k plošnému školení, museli být nejdříve proškoleni vyšší, resp. nižší funkcionáři, kteří pomocí seminářů a přednášek šířili doktrínu dále. Přičinila se také všudypřítomná propaganda ve formě novin, plakátů, rozhlasu, divadelních představení a později i televize.
V srpnu 1948 začalo vedení komunistické strany organizovat ideologické školení pod názvem DKV (Dny komunistické výchovy), které mělo z nových členů vytvořit skupinu vzorných lidí dodržující hlavní komunistické ideály jako čestnost, pracovitost a vůle budovat „lepší svět“. DKV vystřídal v roce 1949 efektivnější RSŠ (Rok stranického školení). Tyto dvouměsíční kurzy měly dosáhnout až na úroveň okresů a kompletně indoktrinovat všechny tajemníky.
K vštěpování ideologie nedocházelo pouze u dospělých straníků, nýbrž i u dětí. Komunisté si byli vědomi, že propaganda cílená na děti později pomůže k přijetí komunistických ideálů a usnadní indoktrinaci. V roce 1949 vzniklo po vzoru sovětského nakladatelství dětských knih Dětgiz i československé centralizované nakladatelství SNDK (Státní nakladatelství dětské knihy). Literatura stavěla do popředí svědomitého dělníka a vyzývala děti k brigádám na polích, sběru kovu, úklidu kolem školy apod. Spolu s mimoškolními sdruženími jako byl například Pionýr tímto přispívala k formování vzorného dětského kolektivu, který se zapojil do budování státu.

### Indoktrinace v rámci nacistického Německa
V rámci Nacistického Německa byla silná indoktrinace v rámci činnosti organizace Hitlerjugend. Hitlerjugend byla polovojenská organizace v rámci NSDAP, která byla určena dětem (chlapcům i dívkám) ve věku 14-18 let. Vznikla v roce 1922 a skončila v roce 1945.
Cílem bylo vychovat mládež, aby byla oddaná myšlenkám nacistického německa, například nadřazenost árijské rasy, antisemitismu, popřípadě podpora válečného úsilí a vstup chlapců do armády.
Organizace byla centralizovaná. Po vzoru armády byla řízena do místních buněk, které se alespoň jednou týdně scházeli. Jednou za rok se konalo v Norimberku velké shromáždění.
Členové Hitlerjugend měli vlastní uniformy, které byly podobné uniformám NSDAP. Organizace měla svoji dívčí odnož Svaz německých dívek.
| „                          | Výchova a vzdělávání mají být v nejobecnějším smyslu přípravou na pozdější vojenskou službu. Armáda pak nebude muset jako dosud vštěpovat mladým mužům základy výcviku a nejelementárnější pravidla….a raději se postará, aby se z těchto fyzicky zdatných jedinců stali vojáci. Stát musí zaměřit celou vzdělávací mašinérii nikoli na to, aby do dětí napumpovala co nejvíce vědomostí, ale na to, aby produkovala stoprocentně zdravá těla. | “ |
| — Adolf Hitler, Mein kampf | |   |

## Indoktrinace v současnosti

### Indoktrinace Ujgurů v Číně
Muslimská menšina Ujgurů, která je dlouhodobě utlačovaná v Čínské lidové republice, především v autonomním regionu Xinjiang, je od roku 2014 systematicky posílána (často bez jakéhokoliv souzení) do převýchovných táborů. Human Rights Watch tvrdí, že tyto tábory jsou využívány k indoktrinaci Ujgurů od roku 2017. Zde je s Ujgury zacházeno příšerným způsobem, jsou mučeni, nuceni se kritizovat a oprostit se od svého etnika, víry a kultury. Dle různých výpovědí patřil k trestům za odmítnutí komunistické doktríny den bez jídla nebo pětihodinové postávání u zdi.
V uniklém vládním dokumentu byla nalezena poznámka, kde jsou napsány instrukce na vedení těchto táborů. Mezi ně patří například prioritizace nápravného studia mandarínštiny, zvýšená disciplína a tresty za nepříkladné chování nebo zákaz odchodu z tábora. V těchto zařízeních je předem naplánován každý detail zadržených osob, od spaní až po stravovací návyky. Zadržení jsou zároveň odměňováni body za každý akt, který symbolizuje přijetí nové ideologie. Propuštěni mohou být pouze v případě, že alespoň čtyři komise vládní strany přisvědčí, že dotyčný přijal komunistickou doktrínu.